# Hjärtums landskommun
Hjärtums landskommun var en tidigare kommun i dåvarande Göteborgs och Bohus län.

## Administrativ historik
Kommunen inrättades i Hjärtums socken i Inlands Torpe härad i Bohuslän när 1862 års kommunalförordningar trädde i kraft den 1 januari 1863.
Vid kommunreformen 1952 gick den upp i storkommunen Inlands Torpe landskommun som 1971 uppgick i Lilla Edets kommun.

## Politik

### Mandatfördelning i Hjärtums landskommun 1938-1946
| 15 | 8 | 2 |

| 25 |

| 15 | 9 |  |

| 24 |

| 15 | 8 | 2 |

| 23 |